# Кам'янобрідська сільська рада (Лисянський район)
Кам'янобрі́дська сільська́ ра́да — адміністративно-територіальна одиниця та орган місцевого самоврядування в Лисянському районі Черкаської області. Адміністративний центр — село Кам'яний Брід.

## Загальні відомості
- Населення ради: 1 021 осіб (станом на 2001 рік)

## Населені пункти
Сільській раді були підпорядковані населені пункти:
- с. Кам'яний Брід

## Склад ради
Рада складалася з 14 депутатів та голови.
- Голова ради: Ткаченко Василь Миколайович
- Секретар ради: Косюк Тетяна Євгенівна

### Керівний склад попередніх скликань
| Прізвище, ім'я, по батькові | Основні відомості                                                                     | Дата обрання | Дата звільнення |
| --------------------------- | ------------------------------------------------------------------------------------- | ------------ | --------------- |
| Ткаченко Василь Миколайович | Сільський голова, 1959 року народження, освіта вища, член Української Народної Партії | 26.03.2006   | 31.10.2010      |
| Ткаченко Василь Миколайович | Сільський голова, 1959 року народження, освіта вища, безпартійний                     | 31.10.2010   |                 |

Примітка: таблиця складена за даними сайту Верховної Ради України

### Депутати
За результатами місцевих виборів 2010 року депутатами ради стали:

#### За суб'єктами висування
| Суб'єкт висування                                       | Кількість обраних депутатів | %    |
| ------------------------------------------------------- | --------------------------- | ---- |
| Самовисування                                           | 9                           | 64,3 |
| Партія регіонів                                         | 2                           | 14,3 |
| Народна партія                                          | 1                           | 7,1  |
| Партія Зелених України                                  | 1                           | 7,1  |
| Соціально-екологічна партія «Союз. Чорнобиль. Україна.» | 1                           | 7,1  |

#### За округами
| № округу                                                | Прізвище, ім'я, по батькові      | Дата визнання обраним | Освіта  | Партійна приналежність | Відомості про обраного депутата                                                         |
| ------------------------------------------------------- | -------------------------------- | --------------------- | ------- | ---------------------- | --------------------------------------------------------------------------------------- |
| Народна Партія                                          |                                  |                       |         |                        |                                                                                         |
| 8                                                       | Берегорий Анатолій Миколайович   | 03.11.2010            | середня | позапартійний          | тимчасово не працює                                                                     |
| Партія Зелених України                                  |                                  |                       |         |                        |                                                                                         |
| 1                                                       | Косюк Тетяна Євгеніївна          | 03.11.2010            | вища    | позапартійна           | Кам'янобрідський НВК, вчитель                                                           |
| Партія регіонів                                         |                                  |                       |         |                        |                                                                                         |
| 3                                                       | Білоус Наталія Григорівна        | 03.11.2010            | вища    | член Партії регіонів   | Кам'янобрідська бібліотека, завідувачка                                                 |
| 6                                                       | Кравченко Анатолій Олександрович | 03.11.2010            | середня | член Партії регіонів   | тимчасово не працює                                                                     |
| Соціально-екологічна партія «Союз. Чорнобиль. Україна.» |                                  |                       |         |                        |                                                                                         |
| 4                                                       | Бевз Микола Миколайович          | 03.11.2010            | середня | позапартійний          | пенсіонер                                                                               |
| Самовисування                                           |                                  |                       |         |                        |                                                                                         |
| 2                                                       | Ткаченко Ольга Олександрівна     | 03.11.2010            | вища    | позапартійна           | Державний фонд сприяння місцевому самоврядуванню в Україні, керівник юридичного відділу |
| 5                                                       | Лавріцький Юрій Іванович         | 03.11.2010            | вища    | позапартійний          | Смт. Лисянка ГЕС, інженер-енергетик                                                     |
| 7                                                       | Поліщук Олена Олексіївна         | 03.11.2010            | вища    | позапартійна           | Кам'янобрідська сільська рада, спеціаліст II категорії                                  |
| 9                                                       | Біленко Юрій Леонідович          | 03.11.2010            | середня | позапартійний          | Смт. Лисянка ДГГ, слюсар газової дільниці                                               |
| 10                                                      | Жупан Іван Іванович              | 03.11.2010            | вища    | позапартійний          | приватний підприємець                                                                   |
| 11                                                      | Дроговоз Світлана Борисівна      | 03.11.2010            | вища    | позапартійна           | Кам'янобрідський фельдшерсько-акушерський пункт, завідувачка                            |
| 12                                                      | Гончар Світлана Василівна        | 03.11.2010            | вища    | позапартійна           | Кам'янобрідське поштове відділення, начальник                                           |
| 13                                                      | Свиденко Марина Миколаївна       | 03.11.2010            | середня | позапартійна           | смт Лисянка РЕМ, контролер                                                              |
| 14                                                      | Жупан Олександр Валентинович     | 03.11.2010            | вища    | позапартійний          | СПП «Бужанський цукровий завод», заст. директора з безпеки                              |

## Населення
Згідно з переписом УРСР 1989 року чисельність наявного населення сільської ради становила 1151 особа, з яких 488 чоловіків та 663 жінки.
За переписом населення України 2001 року в сільській раді мешкало 1018 осіб.

### Мова
Розподіл населення за рідною мовою за даними перепису 2001 року:
| Мова       | Відсоток |
| ---------- | -------- |
| українська | 99,31 %  |
| російська  | 0,49 %   |
| молдовська | 0,10 %   |